# 妊孕力
妊孕力（にんようりょく、英: fecundity）とは、女性が子供を妊娠し、健康的に出産することができる能力を呼ぶ。加齢によって、30歳頃から自然妊娠・出産能力は低下していくものである。

## 概要
妊孕力は子供の出産能力ではなく受胎能力のみの意味で使われることもある。この能力が欠如していることを不妊という。しかし、妊娠自体はしてもどうしても流産してしまう不育症も存在する。妊孕力は、年齢と深く関係がある。その証拠として不妊は、年齢を重ねるにつれて割合が高くなる傾向にある。30歳を超えるころから徐々に減少し、35歳を過ぎると激減し、健康でも早い人から遅い人まで差はあるが40歳前半から50歳前後に閉経になることで妊孕力を完全に失う。逆に40歳になる前に閉経してしまった女性は早期閉経と診断される。
妊孕力は女性が30歳前後となる頃から減退する。そのため、不妊の女性の割合は25歳～29歳では8.9％、30～34歳では14.6％、35～39歳21.9％、40～44歳では28.9％と報告されており、30歳から不妊症の増加・自然妊娠率減少する。実際に不妊治療に取り組んでいる30%以上が40歳以上であるとの報告も出ている（日本受精着床学会誌）。